# Landkreis Roth
Der Landkreis Roth liegt im Südosten des bayerischen Regierungsbezirks Mittelfranken. Er gehört sowohl zur Planungsregion Nürnberg als auch zur Metropolregion Nürnberg.

## Geographie

Die Rednitz bei Georgensgmünd (2006)

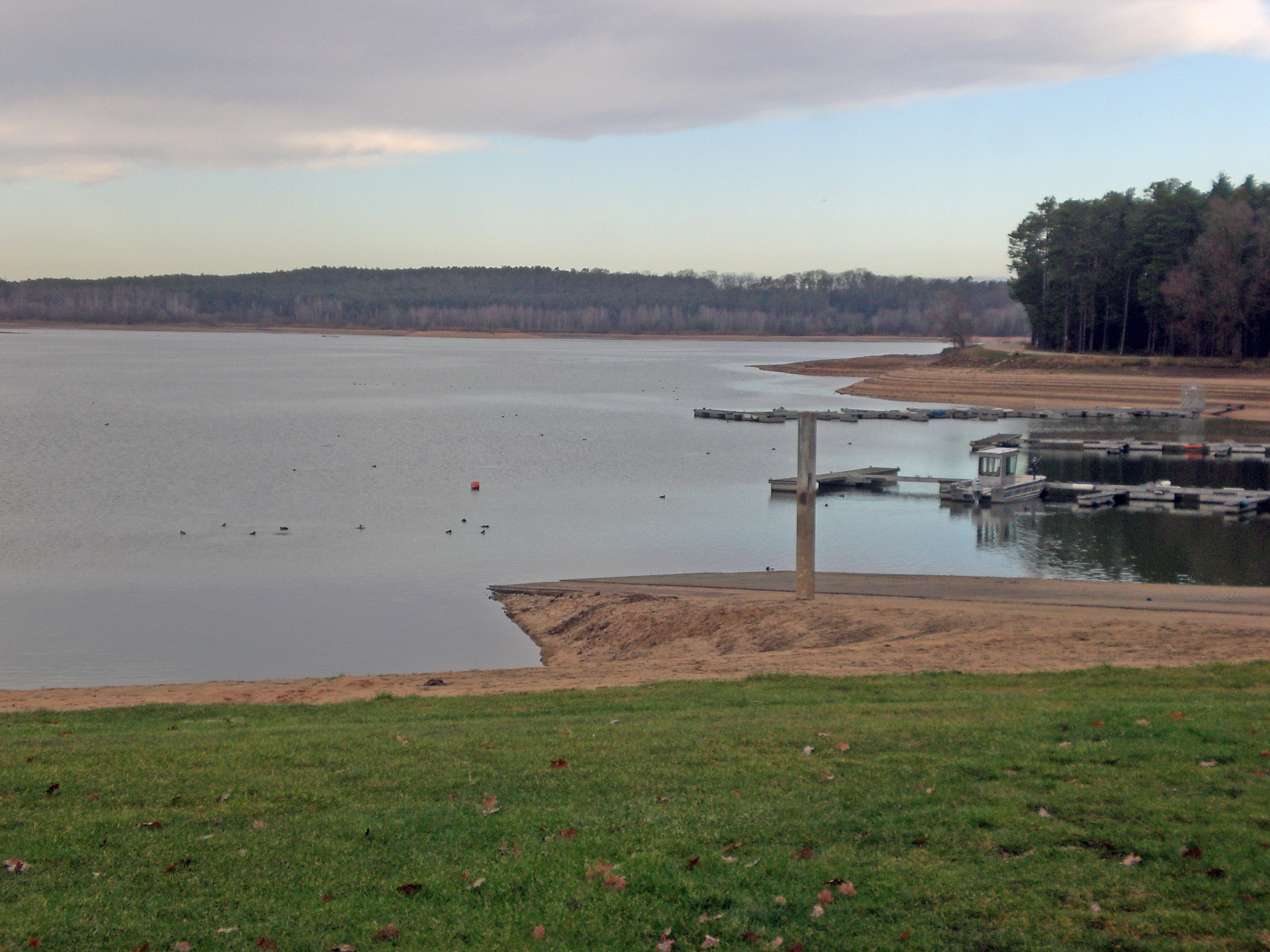
Rothsee (2023)

### Lage
Der Landkreis Roth liegt in der „geographischen Mitte“ Bayerns, im Fränkischen Seenland und im Naturpark Altmühltal. Das südliche Kreisgebiet nimmt die Fränkische Alb mit Höhen bis zu 612 m (bei Reinwarzhofen, Gemeinde Thalmässing) ein. Der Norden gehört zum Albvorland und zum Mittelfränkischen Becken. Das größte natürliche Gewässer ist die Rednitz, die auf dem Gebiet der Gemeinde Georgensgmünd aus dem Zusammenfluss ihrer Quellflüsse Fränkische Rezat und Schwäbische Rezat entsteht, dann Richtung Osten, später nach Norden fließt und vor Schwabach das Kreisgebiet wieder verlässt.
Zu den zahlreichen Quellen und Flüssen kommen künstliche Gewässer: der 171 Kilometer lange Main-Donau-Kanal, der das östliche Kreisgebiet von Norden nach Südosten durchzieht, sowie der Brombachsee und der Rothsee. Dieses zur Niedrigwasseraufhöhung der Regnitz und des Mains entstandene Gewässersystem wird mittlerweile auch touristisch genutzt.

### Landschaft
Das Gebiet des Landkreises Roth ist landschaftlich zweigeteilt: Während der Norden vom dichten Lorenzer Reichswald und der Seenlandschaft geprägt ist, zeichnet sich die Vorjuraregion im Süden durch tiefe Täler, hohe Felswände und weite Hochflächen aus. Dazwischen liegen weitläufige Wiesen- und Ackerflächen, natürlich gewachsene Flusstäler und das Spalter Hügelland.

### Nachbarkreise und -städte
Angrenzende Kreise und kreisfreie Städte sind:
| Landkreis Fürth                   | Nürnberg, Schwabach                         | Landkreis Nürnberger Land               |
| Landkreis Ansbach                 | Kompassrose, die auf Nachbargemeinden zeigt | Landkreis Neumarkt i.d.OPf. (Oberpfalz) |
| Landkreis Weißenburg-Gunzenhausen | Landkreis Eichstätt (Oberbayern)            |                                         |

### Gemarkungen
Im Landkreis gibt es 113 Gemarkungen, 17 davon sind gemeindeübergreifend.

### Gemeinden
(Einwohner am 31. Dezember 2024)
| Städte 1. Abenberg (5547) 2. Greding (7154) 3. Heideck (4684) 4. Hilpoltstein (13.654) 5. Roth (25.458) 6. Spalt (5196) Märkte 1. Allersberg (8550) 2. Schwanstetten (7167) 3. Thalmässing (5264) 4. Wendelstein (16.446) Weitere Gemeinden 1. Büchenbach (5514) 2. Georgensgmünd (6907) 3. Kammerstein (3050) 4. Rednitzhembach (6945) 5. Rohr (3733) 6. Röttenbach (3363) Keine Verwaltungsgemeinschaften | Gemeindefreie Gebiete (23,19 km²) 1. Abenberger Wald (3,14 km²) 2. Dechenwald (1,66 km²) 3. Forst Kleinschwarzenlohe (13,87 km²) 4. Heidenberg (3,23 km²) 5. Soos (1,29 km²) |

## Geschichte

### Frühe Besiedlung

Keltische Grabhügel bei Landersdorf (2002)

Im Gebiet des Landkreises Roth finden sich Zeugnisse von Besiedelungen aus fast allen vorgeschichtlichen Epochen von der mittleren Steinzeit bis in die Hallstatt- und die keltische La-Tène-Zeit. Besonders die Region um Thalmässing ist reich an prähistorischen Funden, von alltäglichen Werkzeugen bis hin zu kostbaren Grabbeigaben. Von der Präsenz der Kelten zeugen unter anderem Grabhügel, Viereckschanzen und Abschnittswälle. Zahlreiche der bei archäologischen Grabungen entdeckten Funde sind heute im Vor- und Frühgeschichtlichen Museum Thalmässing zu sehen, unter anderem ein 4000 Jahre altes Hockergrab eines Mannes der Schnurkeramikzeit.

### Mittelalter
Ab 800 n. Chr. wurde das Kreisgebiet von drei germanischen Stämmen besiedelt: Die Baiern ließen sich vor allem im Süden nieder, wovon unter anderem ein stattliches Fürstengrab zeugt, das in der Nähe von Greding gefunden wurde. Noch heute tragen Ortschaften wie Greding oder Thalmässing die baierische Endung „-ing“. Der Nordwesten wurde zur Heimat der Franken, der Südwesten war alemannischen Einflüssen ausgesetzt. Das Zusammentreffen dieser drei Volksstämme, die Vermischung ihrer Dialekte und Brauchtümer prägen heute noch den Landkreis.
Das Christentum breitete sich nach Gründung des Bistums Eichstätt unter Bischof Bonifatius im Jahr 745 aus. Den Weg der Verbreitung beschreiben die Entstehungszeiten der zahlreichen Urpfarreien wie Greding, Thalmässing, Großhöbing, Eysölden, Ebenried, Laibstadt und Allersberg.
Die Gemeinden des Landkreises Roth waren im Mittelalter durch das Territorialbestreben kirchlicher und weltlicher Würdenträger in verschiedene Herrschaftsgebiete zerstückelt. Bedeutende Adelsgeschlechter waren die Grafen von Abenberg, die Herren von Allersberg-Wolfstein, die Herren von Stein, die Herren von Stauf und die Herren von Landeck und die Herren von Heideck. Zum weniger einflussreichen Adel gehörten die Herren von Roth, die Herren von Wendelstein, das Geschlecht der Küdorfer, der Mörlacher, der Mässinger und der Heuberger sowie der Herren von Aue. Diese ansässigen Adelsfamilien prägten das Gebiet über viele Jahrhunderte hinweg mit ihren Burgen und Schlössern, von denen auch heute noch einige vollständig, andere als Ruine, erhalten sind und der Region ein fränkisches Gesicht verleihen.

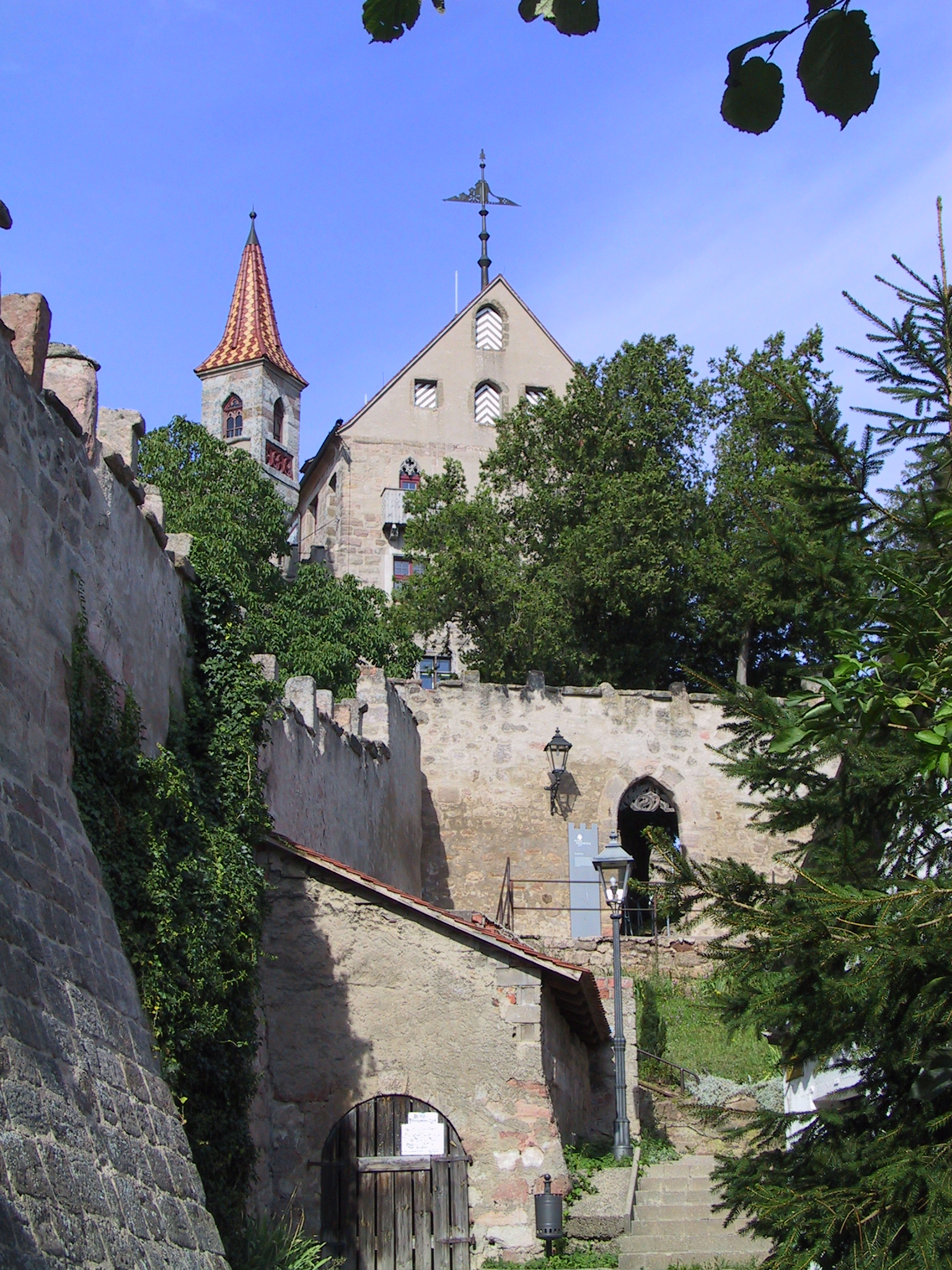
Die Burg Abenberg (2006)

Die Grundherren und Ritter der Region übten während des gesamten Mittelalters Machteinflüsse bis in die hohe Reichspolitik aus: Als Reichsministeriale waren sie Berater des Deutschen Kaisers. Nach dem Erlöschen einzelner Geschlechter kristallisierten sich bis zum Ende des Mittelalters drei große Herrschaftsbereiche heraus: Die Gebiete um Abenberg, Spalt und Greding gehörten zu dem Hochstift Eichstätt, die Stadt Roth und die südlichen Gemeinden zu den Markgrafen von Ansbach. Die Städte Hilpoltstein und Heideck sowie der Markt Allersberg standen nach dem Landshuter Erbfolgekrieg (1503 bis 1505) unter der Herrschaft der wittelsbachischen Pfalzgrafen von Pfalz-Neuburg. Einen geringeren Einfluss übte zudem die Reichsstadt Nürnberg in der Gegend um Wendelstein aus.

### Frühe Neuzeit
Immer wieder kam es zu heftigen Auseinandersetzungen zwischen den verschiedenen Landesherren. Auch der Dreißigjährige Krieg und die Pest wüteten im Gebiet des heutigen Landkreises. Viele kleinere Ortschaften und Gehöfte wurden vollständig zerstört und erst nach 1648 mit Hilfe protestantischer Exulanten aus Österreich wieder aufgebaut, die sich vor allem in der Region um Thalmässing, Stauf und Roth niedergelassen haben. Noch heute geht die religiöse Zugehörigkeit der Landkreisbevölkerung im Wesentlichen auf die damalige Herrschaftszugehörigkeit seiner Gebiete zurück: In den früheren ansbachisch-brandenburgischen Teilen überwiegt der Protestantismus, während die Ortschaften im ehemals pfalz-neuburgischen und fürstbischöflichen Herrschaftsbereich vorwiegend katholischen Glaubens sind.

### 19. Jahrhundert
Nach dem Reichsdeputationshauptschluss von 1803 wurden die drei großen Herrschaftsbereiche 1806 vereinigt, als nach dem Fürstentum Pfalz-Neuburg (bereits 1793) auch das Fürstentum Brandenburg-Ansbach und das Hochstift Eichstätt an das durch Napoleon zum Königreich erhobenen Bayern übergingen. Damit kam das Gebiet des heutigen Landkreises Roth im Jahr 1806 zu Bayern. In diesem Zuge entstanden das Landgericht Hilpoltstein und ab 1808 die Landgerichte Schwabach und Pleinfeld. Sie gehörten zum Rezatkreis, der 1838 in Mittelfranken umbenannt wurde. Schwabach wurde bereits 1809 eine kreisunmittelbare Stadt. 1858 wurde der Sitz des Landgerichts Pleinfeld nach Roth verlegt. 1862 entstand aus den Landgerichten Roth und Schwabach das Bezirksamt Schwabach. Das Landgericht Hilpoltstein kam für kurze Zeit zum Bezirksamt Neumarkt in der Oberpfalz. 1879 wurde jedoch in Hilpoltstein ein eigenes Bezirksamt eingerichtet, zu dem auch das Gebiet Greding (bisher Bezirksamt Beilngries) gehörte. Das neue Bezirksamt Hilpoltstein unterstand nun dem Kreis Mittelfranken.

### 20. Jahrhundert
1922 wurde das Bezirksamt Schwabach verkleinert, indem einige Gemeinden zur Stadt Nürnberg bzw. zur Gemeinde Stein bei Nürnberg kamen. Am 1. Januar 1939 wurde wie überall in Bayern die Bezeichnung Landkreis eingeführt. So wurden aus den Bezirksämtern die Landkreise Hilpoltstein und Schwabach.
Im Rahmen der Gebietsreform in Bayern wurde am 1. Juli 1972 aus den folgenden Bestandteilen der neue Landkreis Roth bei Nürnberg gebildet:
- Alle Gemeinden des aufgelösten Landkreises Hilpoltstein mit Ausnahme von insgesamt 14 Gemeinden die zu den Landkreisen Eichstätt, Weißenburg-Gunzenhausen bzw. Neumarkt in der Oberpfalz kamen.
- Alle Gemeinden des aufgelösten Landkreises Schwabach mit Ausnahme von insgesamt acht Gemeinden, die dem Landkreis Ansbach bzw. den kreisfreien Städten Nürnberg und Schwabach zugeordnet wurden.
- Aus dem aufgelösten Landkreis Gunzenhausen die Gemeinden Enderndorf und Fünfbronn.
- Aus dem aufgelösten Landkreis Weißenburg in Bayern die Gemeinde Mühlstetten.

Nachdem die Kreisstadt Roth am 13. März 1973 den Zusatz bei Nürnberg amtlich verloren hatte, erhielt der neue Landkreis am 1. Mai 1973 seine heutige Bezeichnung Landkreis Roth.

### Einwohnerstatistik

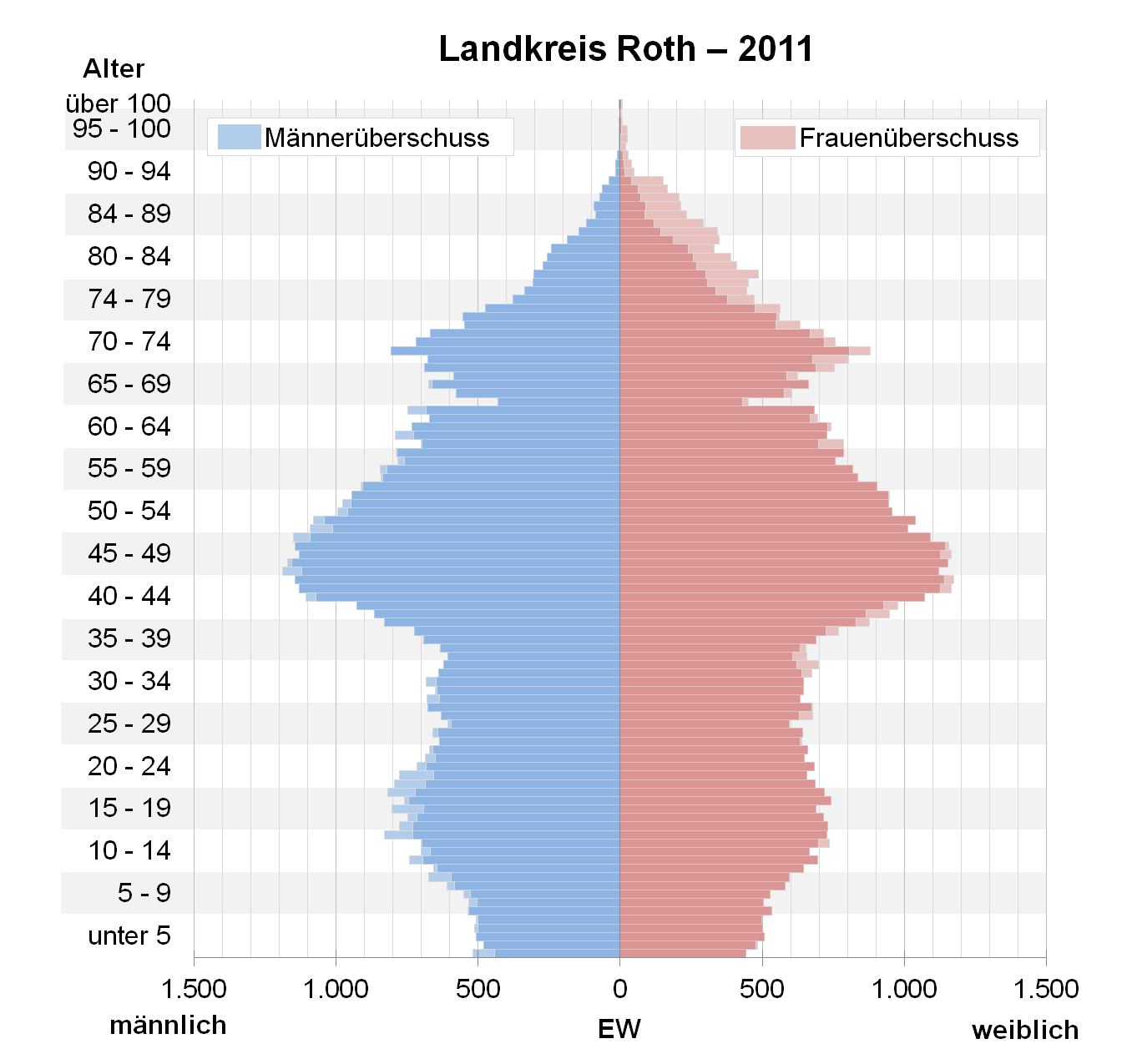
Bevölkerungspyramide für den Kreis Roth (Datenquelle: Zensus 2011.)

Von 1988 bis 2008 wuchs der Landkreis Roth um fast 20.000 Einwohner bzw. um über 18 %. Seit 2005 ist die Tendenz nach einem Höchststand von rd. 126.000 Einwohnern rückläufig.
Die nachfolgenden Zahlen beziehen sich auf den Gebietsstand vom 25. Mai 1987:
| Bevölkerungsentwicklung | Bevölkerungsentwicklung | Bevölkerungsentwicklung | Bevölkerungsentwicklung | Bevölkerungsentwicklung | Bevölkerungsentwicklung | Bevölkerungsentwicklung | Bevölkerungsentwicklung | Bevölkerungsentwicklung | Bevölkerungsentwicklung | Bevölkerungsentwicklung | Bevölkerungsentwicklung | Bevölkerungsentwicklung | Bevölkerungsentwicklung | Bevölkerungsentwicklung |
| ----------------------- | ----------------------- | ----------------------- | ----------------------- | ----------------------- | ----------------------- | ----------------------- | ----------------------- | ----------------------- | ----------------------- | ----------------------- | ----------------------- | ----------------------- | ----------------------- | ----------------------- |
| Jahr                    | 1840                    | 1900                    | 1939                    | 1950                    | 1961                    | 1970                    | 1987                    | 1991                    | 1995                    | 2000                    | 2005                    | 2010                    | 2015                    | 2020                    |
| Einwohner               | 42.978                  | 46.188                  | 50.595                  | 72.616                  | 74.232                  | 88.650                  | 103.944                 | 112.859                 | 119.572                 | 124.187                 | 125.708                 | 124.186                 | 125.140                 | 127.168                 |

### Konfessionsstatistik
Der Anteil der Protestanten und Katholiken an der Gesamtbevölkerung nimmt ab. Gemäß dem Zensus 2022 waren 34,7 % der Einwohner katholisch, 33,2 % evangelisch, und 32,2 % waren konfessionslos, gehörten einer anderen Glaubensgemeinschaft an oder machten keine Angabe.

## Politik

### Kreistag
Die vergangenen vier Kommunalwahlen führten zu den folgenden Sitzverteilungen im Kreistag:
| Kreistagswahl 2020Wahlbeteiligung: 61,6 % (+0,6 %) %403020100 34,021,217,216,04,44,11,71,4 CSUSPDFWGrüneAfDFDPLinkeCWGhGewinne und Verlusteim Vergleich zu 2014 %p 6 4 2 0 −2 −4 −6 −8−2,5−6,1−2,3+5,9+4,4−0,3+1,7−0,7CSUSPDFWGrüneAfDFDPLinkeCWGAnmerkungen:h Christliche Wählergemeinschaft (Landkreis Roth) | Sitzverteilung im Kreistag Roth seit 2020Insgesamt 60 Sitze - Linke: 1 - SPD: 13 - Grüne: 10 - FDP: 2 - CWG: 1 - FW: 10 - CSU: 20 - AfD: 3 |

| Parteien und Wählergemeinschaften | Parteien und Wählergemeinschaften                   | 2020   | 2020   | 2014   | 2014   | 2008   | 2008   | 2002   | 2002   | 1996   | 1996   |
| Parteien und Wählergemeinschaften | Parteien und Wählergemeinschaften                   | %      | Sitze  | %      | Sitze  | %      | Sitze  | %      | Sitze  | %      | Sitze  |
| --------------------------------- | --------------------------------------------------- | ------ | ------ | ------ | ------ | ------ | ------ | ------ | ------ | ------ | ------ |
| CSU                               | Christlich-Soziale Union in Bayern                  | 34,0   | 20     | 36,5   | 22     | 38,5   | 24     | 44,9   | 28     | 42,9   | 27     |
| SPD                               | SPD Bayern                                          | 21,2   | 13     | 27,3   | 16     | 27,1   | 16     | 30,0   | 18     | 31,4   | 19     |
| FW                                | Freie Wähler Bayern                                 | 17,2   | 10     | 19,5   | 12     | 20,4   | 12     | 15,8   | 09     | 0–     | 0–     |
| Grüne                             | Grüne Bayern                                        | 16,0   | 10     | 10,1   | 06     | 6,9    | 04     | 5,5    | 03     | 7,5    | 04     |
| AfD                               | AfD Bayern                                          | 4,4    | 03     | 0–     | 0–     | 0–     | 0–     | 0–     | 0–     | 0–     | 0–     |
| FDP                               | FDP Bayern                                          | 4,1    | 02     | 4,4    | 03     | 5,1    | 03     | 3,7    | 02     | 2,4    | 01     |
| Linke                             | Die Linke Bayern                                    | 1,7    | 01     | 0–     | 0–     | 0–     | 0–     | 0–     | 0–     | 0–     | 0–     |
| CWG                               | Christliche Wählergemeinschaft Landkreis Roth e. V. | 1,4    | 01     | 2,1    | 01     | 2,0    | 01     | 0–     | 0–     | 0–     | 0–     |
| UWG/FW                            | Unabhängige Wählergemeinschaft/Freie Wähler Bayern  | 0–     | 0–     | 0–     | 0–     | 0–     | 0–     | 0–     | 0–     | 15,8   | 09     |
| gesamt                            | gesamt                                              | 100,0  | 60     | 99,9   | 60     | 100,0  | 60     | 99,9   | 60     | 100,0  | 60     |
| Wahlbeteiligung                   | Wahlbeteiligung                                     | 61,6 % | 61,6 % | 61,0 % | 61,0 % | 65,1 % | 65,1 % | 68,3 % | 68,3 % | 72,3 % | 72,3 % |

### Landräte

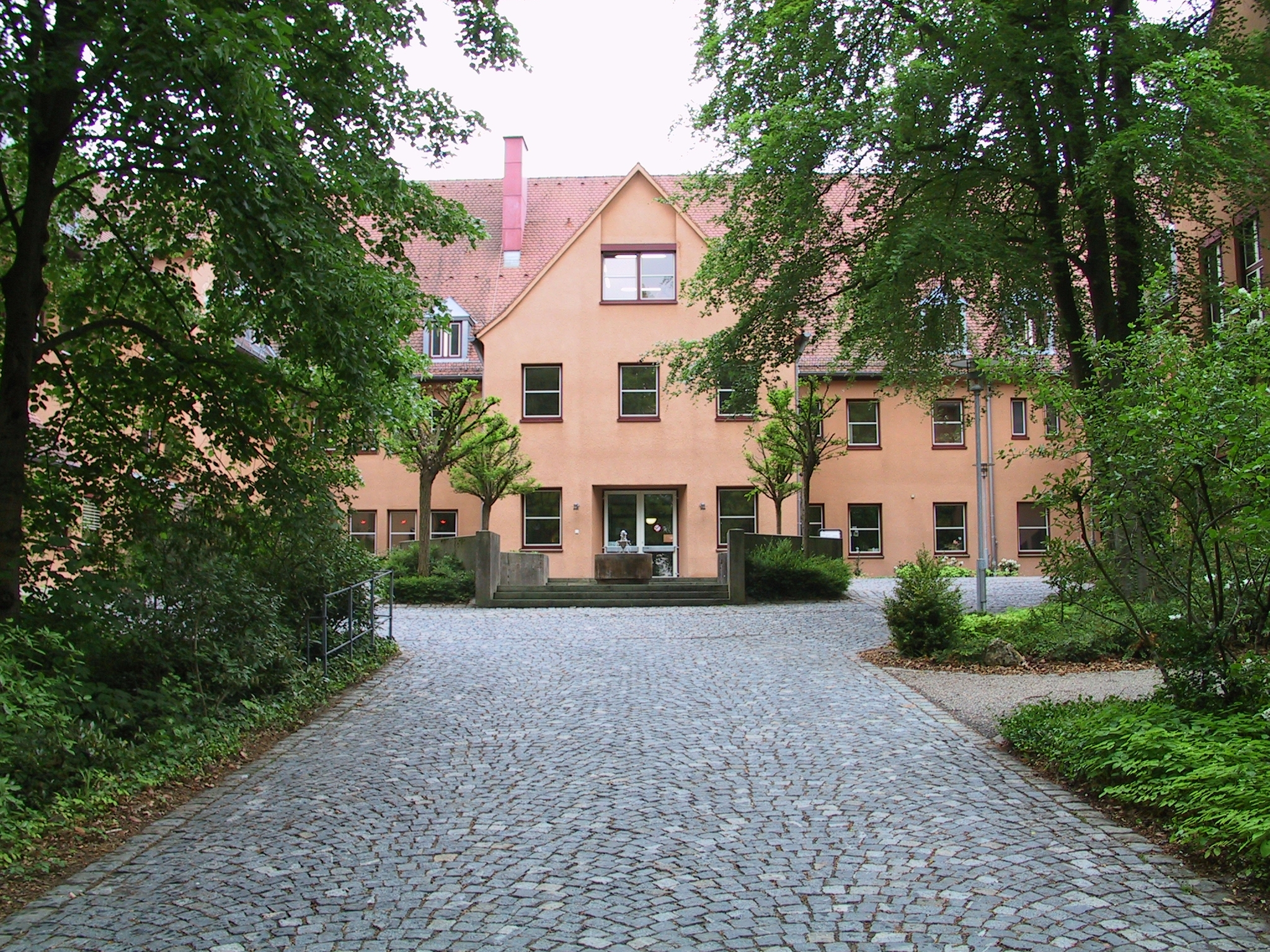
Das Landratsamt Roth (2006)

Der erste Landrat des neu entstandenen Landkreises Roth war Ignaz Greiner (CSU). Er war bereits Landrat des Landkreises Hilpoltstein und übernahm nach der Gebietsreform dieses Amt in Roth bis zu seinem Tod 1978. Daneben wurde der promovierte Jurist 1958 in den Bezirkstag gewählt, an dessen Spitze er sieben Jahre lang stand. Zudem war er stellvertretender Bezirksvorsitzender der CSU. Er engagierte sich in sozialen Vereinen und mehreren Zweckverbänden, die sich mit der Planung und Realisierung des Neuen Fränkisches Seenlandes befassten. Er war Träger des Bayerischen Verdienstordens.
Helmut Hutzelmann (CSU) war Greiners Nachfolger und ebenfalls promovierter Jurist, er trat 1972 zunächst seine erste Stelle als juristischer Staatsbeamter im Landratsamt Roth an. Zwischen 1977 und 1979 war Hutzelmann bei der Regierung Mittelfranken und kehrte nach dem Tod seines erst 57-jährigen Vorgängers als neu gewählter Landrat ans Landratsamt zurück. Bei allen drei Wahlen seiner Amtszeit erhielt Hutzelmann großen Zuspruch. Seine Ziele waren unter anderem der Auf- und Ausbau der öffentlichen Dienstleistungen und der kommunalen Infrastruktur im Landkreis. In seine Amtszeit fallen u. a. die Fertigstellung der Rother Berufsschule, die erste Erweiterung des Gymnasiums Hilpoltstein, die Vorbereitung des Landkreises auf den Ausbau des Main-Donau-Kanals und die Entstehung des Roth- und des Brombachsees. Hutzelmann verstarb während seiner dritten Amtszeit überraschend am 16. Juli 1993.
Erneut musste Heinrich Zörntlein (CSU), der bereits die Interimszeit nach dem Tod von Ignaz Greiner ausgefüllt hatte, für kurze Zeit das Amt des Landrates übernehmen. Zörntlein, Jurist aus Spalt, war 24 Jahre lang stellvertretender Landrat und diente allen bisherigen Landräten als Berater. Der Politiker ging 1995 mit 70 Jahren in den Ruhestand und verstarb 2001.
Der bisherige Landrat Herbert Eckstein (SPD) wurde mit 37 Jahren ins Amt gewählt und bestritt knapp fünf Amtszeiten (30 Jahre). Bei der Wahl 2011 wurde er in dem ansonsten eher CSU-geprägten Gebiet mit über 76 Prozent wiedergewählt; am 24. September 2017 wurde er für eine weitere Amtszeit bestätigt. Kommunalpolitische Erfahrungen konnte Eckstein vor seiner Zeit als Landrat bereits im Wendelsteiner Marktgemeinderat sammeln. Bei seinem Eintritt in den Gemeinderat war er der jüngste Mandatsträger, dem kurz darauf auch der Fraktionsvorsitz übertragen wurde. Von 1990 bis 1993 war Eckstein Wendelsteins zweiter Bürgermeister. Neun Jahre lang gehörte er dem Kreistag an. Er war Leiter der SPD-Landesgeschäftsstelle und wurde 1990 in den Bayerischen Landtag gewählt, den er 1993 als neuer Landrat des Landkreises Roth verließ. Seit 2000 ist er Vizepräsident des Bayerischen Landkreistages, im Juni 2008 wurde er zudem zum Vorsitzenden des Bezirksverbandes Mittelfranken des Bayerischen Landkreistages gewählt und seit 2014 ist er zweiter Vizepräsident des Bayerischen Landkreistages. Als Ecksteins stellvertretende Landräte wurden im Mai 2014 Walter Schnell (FW), Edeltraud Stadler (CSU) und Hannedore Nowotny (SPD) gewählt.
Am 17. Januar 2023 erklärte Eckstein, aus gesundheitlichen Gründen von seinem Amt als Landrat vorzeitig zurückzutreten und ab dem 1. April 2023 in den Ruhestand zu wechseln. Bis zur Wahl eines Nachfolgers übernahm der stellvertretende Landrat Walter Schnell (FW) die Amtsaufgaben.
Die Neuwahl fand am 30. April 2023 statt, die Stichwahl gewann Ben Schwarz (SPD) am 14. Mai 2023 gegen Jochen Münch (CSU). Schwarz, der von den Grünen unterstützt worden war, trat das Amt am 17. Mai 2023 an.

### Wappen
| Wappen des Landkreises Roth | Blasonierung: „Gespalten durch eine eingeschweifte goldene Spitze, darin eine heraldische rote Rose mit silbernen Butzen und silbernen Kelchblättern; vorne geviert von Silber und Schwarz, hinten in Rot ein wachsender silberner Bischofsstab.“ |
| Wappen des Landkreises Roth | Wappenbegründung: Das Wappen veranschaulicht die frühere Herrschaftsgebiete, die auf dem Gebiet des jetzigen Landkreises existierten. Die sogenannte Zollernvierung erinnert an die Markgrafschaft Brandenburg-Ansbach und der Bischofsstab an das Hochstift Eichstätt, während die goldene Spitze auf die ehemals pfalz-neuburgischen Gebietsteile um Hilpoltstein hinweist. Die rote Rose erinnert als sogenannte Asylrose an das in Roth bis 1797 bestehende kaiserliche Asyl. Durch ihre zentrale Position auf dem Wappen unterstreicht sie die Mittelpunktfunktion der Stadt Roth als Sitz des Landratsamtes. |

### Partner- und Patenschaft
Der Landkreis Roth unterhält folgende partnerschaftliche Beziehungen:
- 1955 übernahm der Landkreis Schwabach die Patenschaft für die aufgrund der Beneš-Dekrete vertriebenen deutschen Bewohner der Stadt Saaz (Žatec) und des gleichnamigen Landkreises im Sudetenland. Nach Entstehung des Landkreises Roth wurde die Partnerschaft durch diesen aufrechterhalten.[19][20]

- Seit 1979 besteht eine Partnerschaft mit dem Borough of Brentwood in Großbritannien. Die Anfänge der Partnerschaft gehen auf die Bemühungen der Realschule Hilpoltstein zurück, die seit 1969 Kontakte zu den Schülern der Brentwood County High School pflegt.[21]

Darüber hinaus haben viele Gemeinden des Landkreises seit den 1970ern Partnerschaften mit Städten und Regionen in unterschiedlichen Ländern geschlossen.

## Wirtschaft und Infrastruktur
Im Zukunftsatlas 2016 belegte der Landkreis Roth Platz 191 von 402 Landkreisen, Kommunalverbänden und kreisfreien Städten in Deutschland und zählt damit zu den Orten mit „ausgeglichenem Chancen-Risiko Mix“ für die Zukunft.
Im Landkreis gibt es 3300 Betriebe, darunter 2572 Kleinunternehmen mit bis zu 10 Mitarbeitern. Insgesamt sind 40.665 Menschen sozialversicherungspflichtig beschäftigt. Laut Angaben der der regionalen Wirtschaftsförderung weist der Landkreis, mit einem Anteil von 68,1 Prozent, den höchsten Anteil an Familienunternehmen in Deutschland auf. (Stand: Dezember 2022)
Der Kreishaushalt 2024 umfasst 175,7 Millionen Euro. Die Kreisumlage liegt bei 80 Millionen Euro.

### Industrie, Dienstleistungen und Landwirtschaft

Erbschänke Zum Schwan, Schwanstetten (2006). Lag an einer bedeutenden Handelsstraße.

Das Gebiet des heutigen Landkreises war von jeher ländlich geprägt. Ackerbau, Handwerk und dörfliche Gemeinschaft bestimmten über viele Jahrhunderte das Leben der Bevölkerung. Aber auf für die Entstehung von Betrieben war die geographische Lage von Anfang an günstig: Das Gebiet wird von vielen Flüssen durchzogen, die nicht nur die Landwirtschaft begünstigten, sondern auch bereits im Mittelalter die verschiedensten Mühlen antrieben. So konnten sich früh Handwerksbetriebe entwickeln. In den Mühlen und Einödhöfen, von denen heute noch einige erhalten sind, wurde unter anderem Eisen verarbeitet sowie Glas oder Papier hergestellt. Eine dieser Werkstätten hat sich zu einem beliebten Ausflugsziel gewandelt: Im Museum des Historischen Eisenhammers bei Eckersmühlen können Besucher noch heute bei Schmiedevorführungen erleben, wie in der Vergangenheit Eisen verarbeitet wurde. Viele Ortschaften des Kreises lagen schon im Mittelalter an wichtigen Handelsstraßen: Durch das Gemeindegebiet zog sich zum Beispiel der sogenannte Weißenburger Steig und die Straße Würzburg-Regensburg. Wenn Händler über die Ulmer Geleitstraße bis nach Burgund reisten oder von Nürnberg in die Handelsstadt Augsburg wollten, mussten sie ebenso den heutigen Landkreis Roth durchqueren. Die bedeutende Handelsstraße von Nürnberg über München nach Venedig führte direkt durch die Städte Rednitzhembach und Hilpoltstein. Entlang der Straße profitierten die Gemeinden vom Reiseverkehr. Es entstanden Gasthäuser und Zollstationen, die Landesherren errichteten Burgen und Wehranlagen, um die Handelsstraßen zu sichern.

Hopfenernte in Spalt (2007)

Im Zuge der Industrialisierung erlangte die Stadt, die seit 1911 Sitz der Spar- und Darlehenskassenvereins Hilpoltstein ist, Bedeutung durch die Drahtfabrikation: Der Fabrikant Wilhelm von Stieber begründete die Leonischen Drahtwerke, die Leonische Waren herstellten. Aus dem kleinen Betrieb entwickelte sich einer der weltweit größten Hersteller von Drähten und Kabeln an rund 70 Produktionsstandorten.
Heute ist der Landkreis Roth Teil der Metropolregion Nürnberg. Täglich pendeln etliche Bürger in die im Norden gelegene Großstadt, und auch das südlich gelegene Ingolstadt bietet vielen eine Arbeitsstätte. Doch in den Kreisgemeinden siedelten sich im Laufe der letzten Jahrzehnte ebenso mittelständische Unternehmen an. So stammen Wellpappe und papierne Verpackungen, Pumpen und Kabel oder Präzisionsteile für Eurocopter und Airbus ebenso aus dem Landkreis, wie deutschlandweit bekannte Kartoffelprodukte (Henglein in Abenberg) oder Hygieneartikel.
Das Wachstum an Unternehmen und Dienstleistungen wird begünstigt durch die Verkehrslage: Verschiedene Bundesautobahnen, Bundesstraßen, die Zugstrecke Nürnberg-München und der Main-Donau-Kanal durchziehen das Kreisgebiet. Auch die Eröffnung des größten bayerischen Bundeswehrstandortes, die Otto-Lilienthal-Kaserne, im Jahre 1972 war der Wirtschaft des Landkreises zuträglich. Derzeit gibt es im Landkreis Roth rund 29.000 sozialversicherungspflichtige Arbeitsplätze.
In der Landwirtschaft spielen heute vor allem im Altlandkreis Schwabach zwei Sonderkulturen eine Rolle: der Tabak- und Hopfenanbau. Die Stadt Spalt besitzt seit 1538 das älteste Hopfensiegel. Die Direktvermarktung gewinnt immer mehr an Bedeutung. Die Nachfrage nach regionalen Erzeugnissen wie Obst, Honig oder Nudeln sichert der Landwirtschaft auf Dauer Arbeitsplätze und liefert gleichzeitig einen Beitrag zum Umwelt- und Naturschutz. Um die Produkte aus der Region zu kennzeichnen, gründete man in der Metropolregion Nürnberg 1997 das Markenzeichen „Original Regional“. Die Waren werden in vielen Supermärkten im Kreisgebiet in sogenannten Regionaltheken angeboten.

### Tourismus

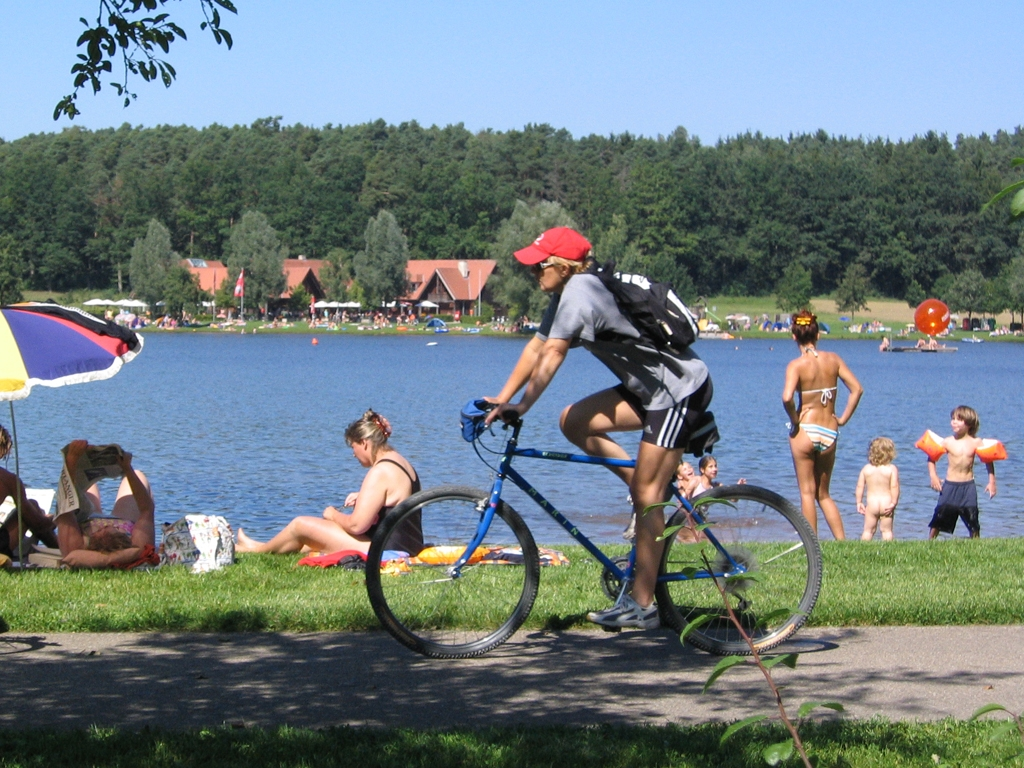
Der Rothsee im Sommer (2005)

Seit Mitte der 1990er entwickelte sich der Landkreis Roth zu einem immer beliebteren Tourismusgebiet. Im Fränkischen Seenland gelegen, profitieren die Gemeinden von den stetig wachsenden Besucherzahlen des Roth- und des Brombachsees. An den beiden künstlich entstandenen Seen treffen Einheimische mit Erholungssuchenden aus den Großstädten im Umkreis und Urlauber zusammen. Der Main-Donau-Kanal und der alte Ludwig-Donau-Main-Kanal ergänzen das Erholungsangebot rund ums Wasser.
Die abwechslungsreiche Landschaft zwischen Lorenzer Reichswald und der Vorjuraregion des Naturparks Altmühltal ist vor allem bei Wanderern und Radlern beliebt: Zahlreiche ausgebaute und ausgeschilderte Wege durchziehen das gesamte Gebiet des Landkreises Roth.
Für den Ausbau des Fremdenverkehrs ist auch die Tatsache förderlich, dass die Städte und Dörfer, die allesamt auf sanften Tourismus setzen, ihr mittelalterliches oder barockes Aussehen zum größten Teil bewahrt haben. Burgen, Fachwerkhäuser, Türme und (Teile von) Stadtmauern zeugen noch heute von der bewegten Vergangenheit und werden von Gästen immer öfter erkundet. So stiegen die Zahlen der Übernachtungsgäste in den letzten Jahren kontinuierlich an. 2006 verzeichnete der Landkreis bereits 772.587 Übernachtungen.
Der Ausbau der Tourismusbranche finanziert sich unter anderem über LEADER+ von der Europäischen Union. Besonders die Via Historica, eine 130 km lange Rundtour mit vielen Kirchen, Burgen und Schlössern, bringt Touristen in den Landkreis. Weitere Projekte, wie Lehrpfade, Museen und das Netzwerk „Natur ErLeben“, werden sowohl von Einheimischen als auch von Tagesausflüglern und Urlaubern genutzt.

### Gesundheit und Soziales

#### Kreisklinik Roth

Die Kreisklinik Roth (2006)

1984 entstand die neue Kreisklinik Roth, die mittlerweile die Grund- und Regelversorgung für den gesamten Landkreis übernommen hat. Ein kleineres Krankenhaus in Hilpoltstein stellte Ende der Neunziger den Betrieb ein und dient heute als Alten- und Pflegeheim. In den Gebäuden des alten Kreiskrankenhauses in Roth ist heute das Landratsamt als Verwaltungssitz des Landkreises untergebracht. Mittlerweile hat sich die Klinik mit 330 Regelbetten zu einem Gesundheitszentrum entwickelt: 2003 wurde ein Ärzte- und Geschäftshaus mit Therapiezentrum angegliedert. An die Kreisklinik ist ein Bildungszentrum für Pflegeberufe mit 60 Ausbildungsplätzen angegliedert.

#### Auhof und Regens-Wagner-Stiftung
Der Auhof ist ein Gemeindeteil Hilpoltsteins, der baulich mit dem Kernort verschmolzen ist. Er gehört zu den Rummelsberger Anstalten und beherbergt rund 360 Menschen mit Behinderung. Zum Auhof gehören ein staatlich anerkanntes Förderzentrum mit dem Förderschwerpunkt Geistige Entwicklung, dem auch eine schulvorbereitende Einrichtung und eine heilpädagogische Tagesstätte angeschlossen sind.
Im Landkreis sind vor allem die Holz- und Metallprodukte der Auhof-Werkstätten bekannt, die im Auhof-Laden in der Hilpoltsteiner Innenstadt angeboten werden. Auch die Auhof-Gärtnerei hat stets rege Kundschaft.
Die Regens-Wagner-Stiftungen unterhalten in Zell, einem Gemeindeteil von Hilpoltstein, eine Außenwohngruppe für gehörlose und stumme Menschen. Geleitet wird sie von den Dillinger Franziskanerinnen. Schulen, Werkstätten und Außen-Wohngruppen sollen den mehrfach behinderten Menschen ein möglichst unabhängiges Leben bieten. Weitere Außenwohngruppen im Landkreis befinden sich in Heideck, Marquardsholz (zu Hilpoltstein) und in Offenbau (zu Thalmässing).

### Verkehr

#### Straßen
Der Landkreis Roth wird von den Bundesautobahnen A6, A9 und A73, sowie von den Bundesstraßen B2 und B466 durchzogen. Hinzu kommen 248 km Staats-, 211 km Kreis- und 1100 km Gemeindestraßen.

#### Kfz-Kennzeichen
Bei der Bildung des neuen Landkreises am 1. Juli 1972 wurden zunächst die am 1956 eingeführten Unterscheidungszeichen HIP (für den Landkreis Hilpoltstein) und SC (für den Landkreis Schwabach) verwendet. Diese wurden am 5. August 1974 vom neuen und bis heute gültigen Kfz-Kennzeichen RH abgelöst. Seit dem 11. Juli 2013 ist das Unterscheidungszeichen HIP wieder im Landkreis Roth erhältlich.

#### Schienenverkehr
Das Königreich Bayern eröffnete in diesem Gebiet bereits 1849 die staatliche Hauptbahn Nürnberg–Treuchtlingen, an der auch die Bahnhöfe Schwabach und Roth liegen. In Roth zweigt seit 1888 die ebenfalls staatliche Lokalbahn nach Hilpoltstein–Greding ab − umgangssprachlich als Gredl bezeichnet. Die Stadt Spalt hatte schon 1872 eine kurze Nebenbahn von Georgensgmünd her − im Volksmund Spalter Bockl genannt − erhalten.
Die Lokalbahnen Feucht–Wendelstein und Burgthann–Allersberg brachten seit 1886 bzw. 1902 im Osten des Kreises Bahnanschlüsse an die Hauptstrecke Regensburg–Nürnberg.
Bis auf den Abschnitt Roth–Hilpoltstein wurden alle Lokalbahnen stillgelegt:
- 1955: Feucht–Röthenbach–Wendelstein (5,3 km)
- 1969: Georgensgmünd–Spalt (7 km)
- 1972: Greding–Thalmässing (12 km)
- 1973: Burgthann–Pyrbaum–Allersberg (15 km)
- 1974: Thalmässing–Hilpoltstein (16 km)

Die nördlichen Gemeinden des Landkreises sind seit 2001 über die Linie S2 mit Nürnberg und Roth verbunden. 2006 wurde die Schnellfahrstrecke Nürnberg–Ingolstadt fertiggestellt, die entlang der A9 durch den Landkreis führt. Der Bahnhof Allersberg (Rothsee) wird von der S 5 sowie dem München-Nürnberg-Express bedient.

#### Main-Donau-Kanal

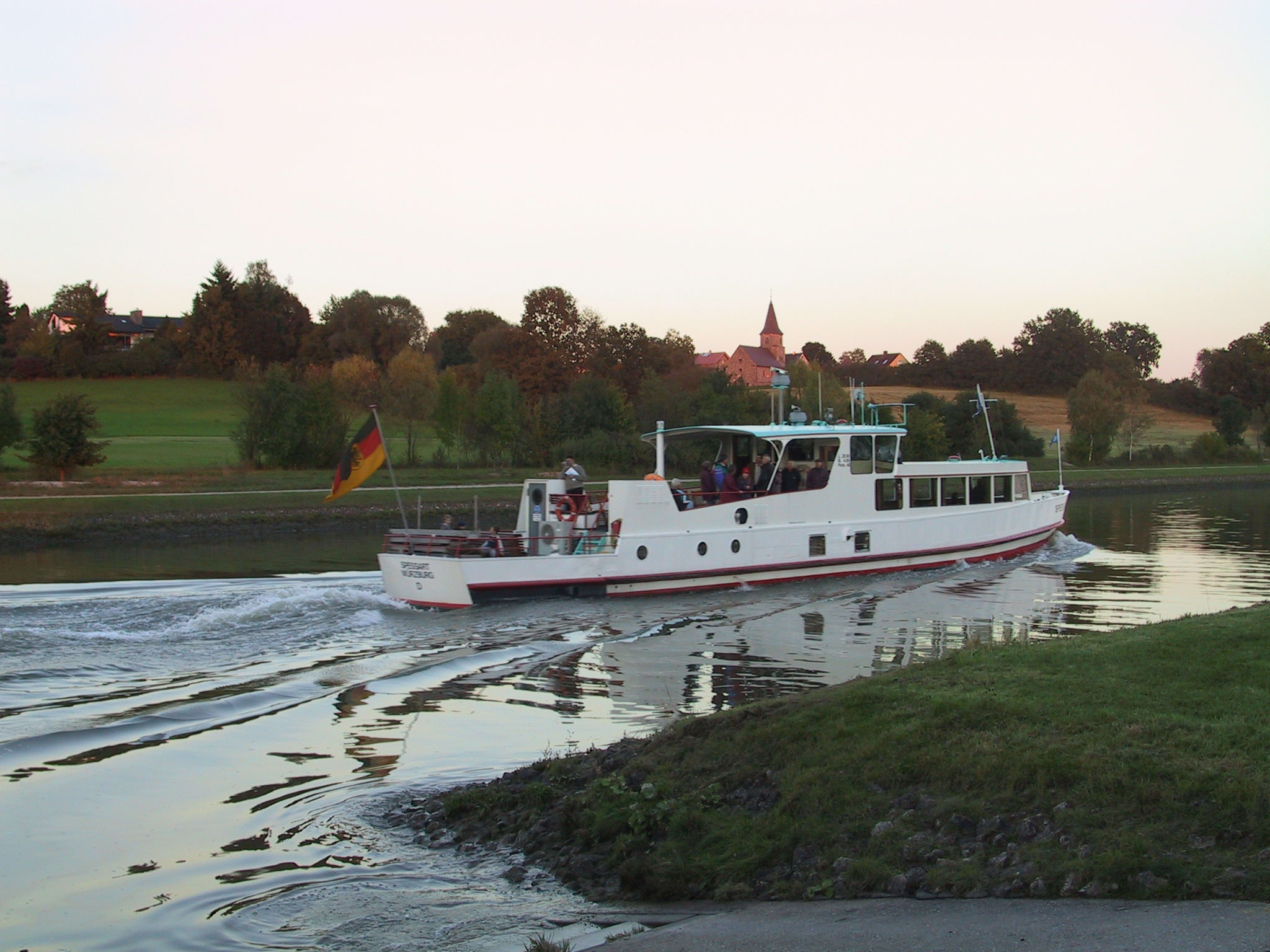
Der Main-Donau-Kanal (2002)

Der Main-Donau-Kanal durchquert auf seinem Weg von Bamberg nach Kelheim auf einer Länge von 26 km das Kreisgebiet. Im Landkreis gibt es als Anlandungsplätze die Lände Roth, den Betriebshof in Heuberg und an drei Schleusen Vorhäfen. Die Schleusen Leerstetten, Eckersmühlen und Hilpoltstein sind mit einer Hubhöhe von 24, 67 Metern die höchsten Schleusen in Europa. Kurz vor der Schleuse Hilpoltstein in Richtung der Schleuse Bachhausen überquert der Kanal die Europäische Wasserscheide.
Der Kanal ist nicht nur ein wichtiger Tourismusfaktor, sondern auch von großer wirtschaftlicher Bedeutung: 2006 transportierten 5280 Schiffe 6,24 Millionen Tonnen Fracht. Die Stadt Roth beteiligt sich mit der Hafen Nürnberg-Roth GmbH an einem der größten Güterumschlagplätze am Main-Donau-Kanal.

### Medien
Im Landkreis Roth gibt es im Printmedienbereich zwei große Tageszeitungen: Die Roth-Hilpoltsteiner Volkszeitung, eine Lokalausgabe der Nürnberger Nachrichten, und den Hilpoltsteiner Kurier als Lokalausgabe des Donaukuriers in Ingolstadt. Während die Bürger des südlichen Landkreises auf Grund der Nähe zu Ingolstadt häufig den Hilpoltsteiner Kurier lesen, ist die Roth-Hilpoltsteiner Volkszeitung im nördlichen Landkreis weiter verbreitet. Hinzu kommen weitere lokale Ausgaben der Nürnberger Nachrichten, wie das Schwabacher Tagblatt, die Hilpoltsteiner Zeitung und der Altmühl-Bote (Lokalausgabe Gunzenhausen).
Im Bereich Hörfunk sind im Kreisgebiet neben den bayernweiten und überregionalen Radiosendern auch Nürnberger Programme wie Hit Radio N1, Radio F, Star FM, Energy Nürnberg oder 98.6 Charivari empfangbar.
Im Bereich Fernsehen ist neben dem öffentlich-rechtlichen Bayerischen Fernsehen auch der privatrechtliche TV-Regionalsender Franken Fernsehen über die Empfangswege Kabel, DVB-T sowie Satellit empfangbar.

## Sehenswertes, Kunst und Kultur

### Sehenswürdigkeiten

Das Schlenzgerhaus in Spalt (2007)

Der Landkreis Roth besitzt durch die unterschiedlichen Einflüsse, denen die Städte, Märkte und Gemeinden ausgesetzt waren, viele Gesichter. Frühgeschichte, Mittelalter, Barock und Renaissance haben ihre Spuren hinterlassen.
Sehenswerte Fachwerkhäuser stehen in beinahe jedem Ort. Besonders imposante Beispiele sind das Jahrsdorfer Haus in Hilpoltstein (eine Nachbildung des Albrecht-Dürer-Hauses in Nürnberg), das Schlenzgerhaus, das Kornhaus und das Mühlreisighaus in Spalt. Die Grundherren aus dem Mittelalter haben eindrucksvolle Burgen hinterlassen: Die Burg Abenberg, Stauf und Wernfels – Letztere wird heute als Jugendherberge genutzt – sind noch vollständig erhalten. Die Burg Hilpoltstein wurde ab Mitte des 17. Jahrhunderts als Steinlieferant für andere Gebäude verwendet und thront deshalb nur noch als Ruine über dem Ort. Dagegen ist der 1473 erbaute ehemalige herrschaftliche Getreidespeicher unterhalb der Ruine noch vollständig erhalten: Das heutige sogenannte Haus des Gastes beherbergt unter anderem ein Informationszentrum des Landkreises Roth sowie die Bücherei und das Amt für Kultur und Tourismus der Stadt Hilpoltstein. Eine beinahe vollständig erhaltene Stadtmauer befindet sich in Greding. Noch heute werden fast alle der 21 Türme von Privatpersonen bewohnt.
Allersbergs Marktplatz ist vor allem von Rokoko-Bauten geprägt. Das Gilardihaus, das Heckelhaus und die Pfarrkirche Maria-Himmelfahrt entstanden zu Beginn des 18. Jahrhunderts.
Die Gemeinden sind besonders reich an Kirchen in den unterschiedlichsten Baustilen. Romanik, Barock, Renaissance oder Markgrafenstil wechseln sich ab oder verbinden sich manchmal sogar zu einem ganz eigenen Bauwerk. Bedeutend ist unter anderem die Sankt-Willibald-Kirche in Büchenbach. Die ehemalige Wehrkirche weist im Untergeschoss des Ostturms spätromanische Bauformen auf. Der Westturm, 1608 errichtet, ist einzigartig: Da früher um Büchenbach viel Hopfen angebaut wurde, diente der Dachraum der Kirche als Hopfendarre; im Turm befand sich der Aufzug für die geernteten Hopfendolden. In Niedermauk (Gemeinde Röttenbach) besteht noch heute die Kirche Sankt Sebastian aus dem 14. Jahrhundert. Sie enthält eine Marienstatue aus derselben Zeit im linken Seitenaltar. Die drei Statuen des Hochaltars – Sankt Sebastian, Sankt Rochus und Sankt Laurentius – stammen aus dem 16. Jahrhundert.

Der Speisesaal im Schloss Ratibor (2005)

Schlösser gibt es im Landkreis aus den verschiedensten Epochen. Das Schloss Ratibor in Roth, das heute unter anderem als Sitzungssaal des Stadtrates, Museum, Kulturstätte und Restaurant dient, entstand 1535 bis 1537. Das Fürstbischöfliche Jagdschloss in Greding stammt von 1696 und ist heute ein Antiquariat. Das Rokokoschloss in Mörlach ist in Privatbesitz und kann für Feste gemietet werden. Auf einer Anhöhe bei Heideck thront das Schloss Kreuth, das bereits 1335 urkundlich erwähnt wurde. Das Wasserschloss in Dürrenmungenau (Ortsteil Abenberg) ist noch heute bewohnt.
Der Ludwigskanal führt zu Teil durch den nördlichen Landkreis.

### Veranstaltungen, Feste und Festivals

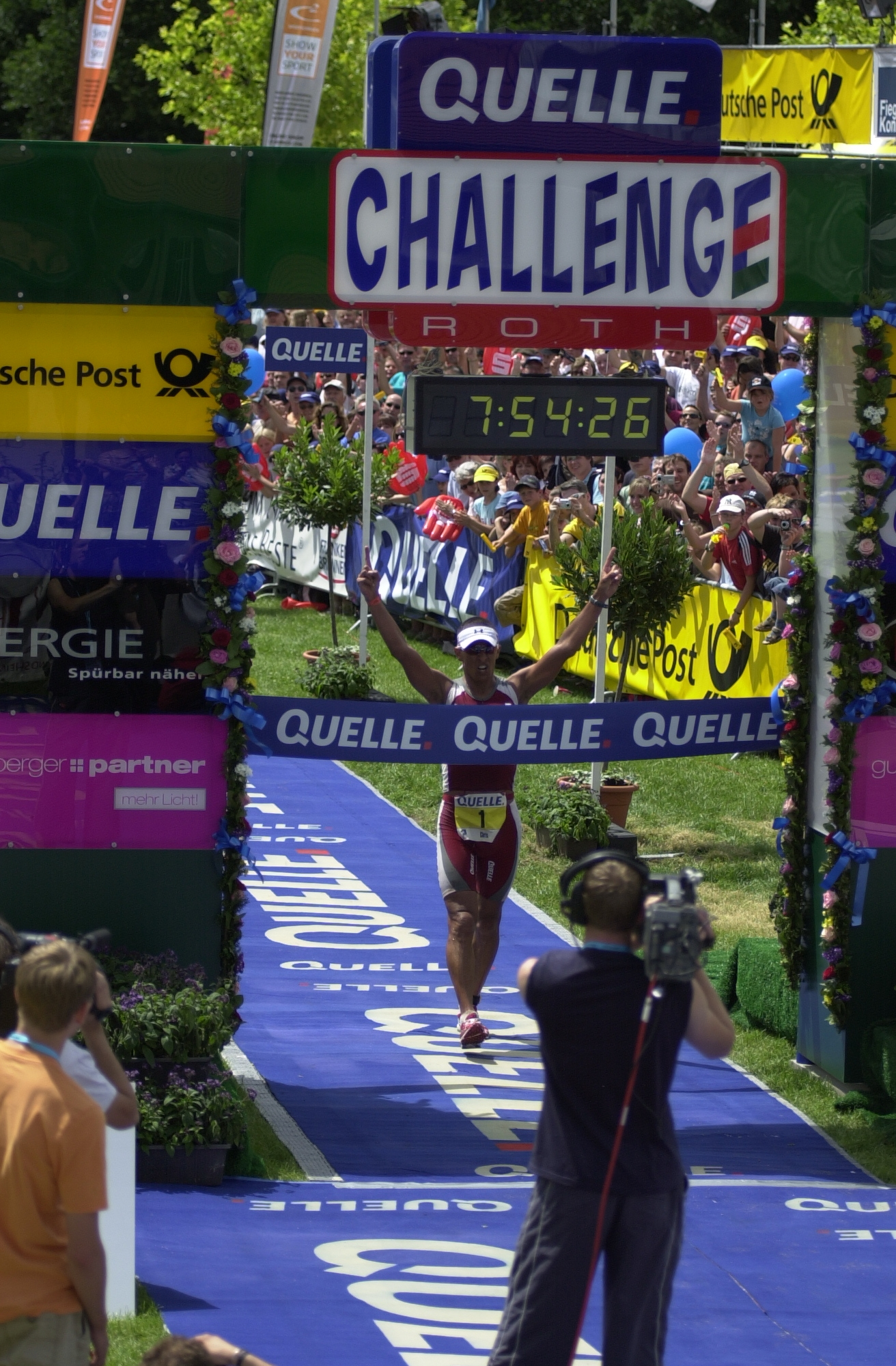
Der Zieleinlauf des Challenge-Roth-Triathlons (2007)

Jede Ortschaft des Landkreises Roth feiert Kerwa, Kärwa, Kirchweih, Fest (Patrozinium), Dorffest oder Volksfest nach ganz eigenen Traditionen. In der Umgebung besonders bekannt ist vor allem das Hilpoltsteiner Burgfest, das jährlich am ersten Augustwochenende zu Gedenken des Einzugs der Pfalzgräfin Dorothea Maria, Gattin des Pfalzgrafen Ottheinrich, 1606 gefeiert wird. Die Burg Hilpoltstein diente Dorothea Maria und ihren drei Töchtern als Witwensitz. Durch ihre Mildtätigkeit erlangte die Stadt einen gewissen Wohlstand. Deshalb begehen die Hilpoltsteiner diesen wichtigen Punkt ihrer Stadtgeschichte nicht nur mit einem viertägigen Festzeltbetrieb und einem großen Trödelmarkt, sondern lassen die Geschichte am Burgfestsonntag noch einmal auferstehen: Im traditionellen Festspiel und dem anschließenden Festzug, an dem hunderte Bürger in historischen Kostümen teilnehmen, wird der Einzug der Pfalzgräfin nachgespielt.
Beim Festzug des Heimatfestes in Heideck, das jährlich am dritten Wochenende im Juli stattfindet, ziehen zahlreiche Heidecker in historischen Kostümen durch die Straßen. Die Stadt Spalt gedenkt alle fünf Jahre einem besonderen Ereignis aus dem Juni 1450. Damals befreite der Ansbacher Markgraf Albrecht Achilles mit seiner Reiterei Spalt aus der Belagerung der Nürnberger Reisige (Landsknechte). Zur 500. Wiederkehr der Befreiung verfasste Friedrich Merkenschlager aus dem Georgensgmünder Ortsteil Hauslach das Heimatspiel Die Nürnberger Reis’, das seitdem regelmäßig von etwa 70 Laienschauspielern aus der Spalter Bevölkerung aufgeführt wird.
Kulturelle Highlights sind das New Orleans Festival in Wendelstein und die Rother Bluestage. Das New Orleans Festival startet jeweils in der ersten Maiwoche und lockt neun Tage lang Musikliebhaber an. Die Bluestage in der Kulturfabrik Roth finden seit 1992 statt und holen internationale Jazz- und Bluesgrößen, wie zum Beispiel B. B. King, in die Stadt. Kulturelle Veranstaltungen über mehrere Wochen hinweg finden seit 1992 unter dem Titel KultTour jeden Herbst in Hilpoltstein statt.
Seit 1984 bietet der Landkreis Roth in Ergänzung des kulturellen Angebotes der Gemeinden, Kirchen und sonstiger Träger ein eigenes Kulturprogramm an. So finden unter anderem jährlich ein Weihnachtskonzert und die Konzertveranstaltung Junge Künstler musizieren, bei der junge Musiker aus den beiden Gymnasien des Landkreises auftreten, statt. Weitere Veranstaltungen sind der Tag des offenen Ateliers, der Landkreismaltag oder das Heimatkundliche Themenjahr.
Das sportliche Highlight im Landkreis Roth ist der Challenge Roth. Der Triathlon, der sich quer durch den südlichen Landkreis zieht, bringt jedes Jahr rund 4000 Starter – darunter zahlreiche nationale und internationale Größen – und mehr als 100.000 Zuschauer aus aller Welt in die Region. Seit 1989 findet neben diesem Langstrecken-Triathlon (3,8 km Schwimmstrecke, 180 km Radstrecke und 42 km Laufstrecke) auch der sogenannte Rothsee-Triathlon statt. Mittlerweile gehen jährlich über 1000 Triathleten an den Start und absolvieren 1,5 km Schwimmen, 42 km Radfahren und 10 km Laufen.
Ende Januar findet die alljährliche Sportlerehrung des Landkreises statt. Die Veranstaltung wird in der Sporthalle der Anton-Seitz-Schule Roth durchgeführt. Dabei werden Sporttreibende aus dem Landkreis für besondere, überregionale Erfolge ausgezeichnet.
Statt Karneval feiern die Gemeinden des Landkreises Roth typisch fränkischen Fasching mit „Flecklasmännern“, „Flecklashexen“ oder „Fleckli“. Hochburgen sind Allersberg mit seinem traditionellen Umzug am Faschingssonntag und Spalt.

### Kunst und Literatur
Neben Konzerten, Theateraufführungen und Sportveranstaltungen, die die Kreisverwaltung, die 16 Städte, Märkte und Gemeinden sowie die zahlreichen Vereine und Gruppierungen organisieren, ist im Landkreis Roth vor allem die Kunstszene äußerst vielseitig und aktiv. Immer wieder organisieren Privatpersonen oder auch Kunstvereine wie SPECTRUM oder der Kunst-Treff HIP Vernissagen, Ausstellungen und Veranstaltungen rund um die Kunst. Die Kunstrichtungen reichen von Malerei, Bildhauerei und Fotografien über Metallkunst, Glasobjekte und Blumenkunst bis hin zu Keramik, Textilkunst und künstlerische Raumgestaltung. Der Landkreis Roth fördert seine Kunstszene nicht nur durch die Durchführung des Tags des offenen Ateliers: Die Kunstausstellung bietet jedes Jahr einem Künstler die Möglichkeit, auf der Burg Abenberg sein Lebenswerk auszustellen.
Darüber hinaus lobt der Landkreis Roth regelmäßig den Elisabeth-Engelhardt-Literaturpreis aus, der die Arbeit der im Kreisgebiet ansässigen Literaten würdigt. Preisträger sind unter anderem Gerd Berghofer und Klaus Schamberger. Viele Schriftsteller sind in der freien Autorengruppe Sonderzeit zusammengefasst. Eine besondere Förderung engagierter Jugendlicher stellt zudem der Jugendkulturpreis dar. Zu bisherigen Gewinnern zählen die 2001 ausgezeichnete Violinistin Barbara Geier und der Pianist Christian Werzinger sowie die 2019 ausgezeichnete Singer-Songwriterin Isabelle Brenner.

### Museen

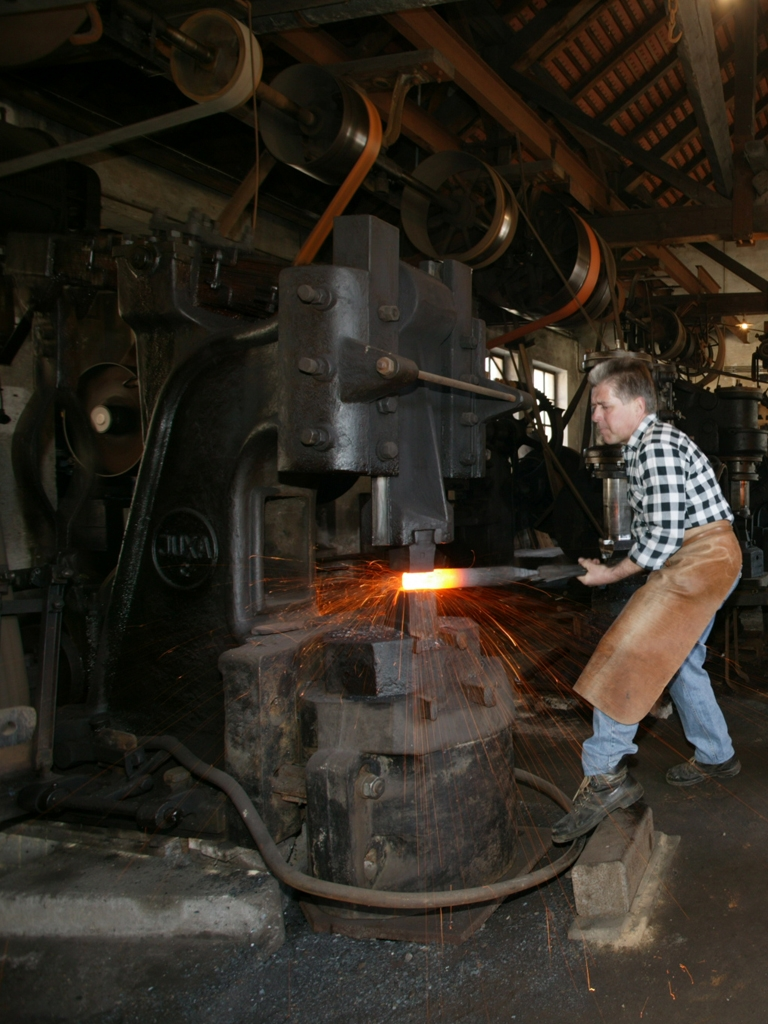
Schmiedevorführung im Historischen Eisenhammer in Eckersmühlen (2004)

Viele der Museen in den Ortschaften des Landkreises befassen sich mit der Stadt- und Regionsgeschichte. Erwähnenswert ist unter anderem das Fundreich Thalmässing. Es beherbergt Exponate aus der geschichtlichen Vergangenheit – von der Steinzeit, über die Bronze- und Eisenzeit bis zur Zeit der Völkerwanderung. An das Museum angeschlossen ist der Archäologische Wanderweg, der auf 15 Kilometern zu elf Stationen vor- und frühgeschichtlicher Besiedelung im Raum Thalmässing führt. Auf dem Archäologischen Wanderweg gelangt der Wanderer unter anderem auch zum Geschichtsdorf bei Landersdorf, das die Rekonstruktion eines Kelten- und eines Steinzeithauses sowie einen frühgeschichtlichen Garten, in dem alte Getreidesorten wie Emmer, Dinkel und Einkorn angebaut werden, zeigt. Einmal im Jahr lässt das Keltenfest das Leben und Arbeiten der Vorfahren wieder aufleben.
Im Museum Historische Eisenhammer bei Eckersmühlen können Besucher bei Schmiedevorführungen in der alten Schmiedehalle miterleben, wie in früheren Zeiten mit Hilfe von schweren Schwanz-, Fall- und Lufthämmern Vierkantnägel hergestellt wurden. Im 1699 erbauten Herrenhaus zeugt die vollständig erhaltene Inneneinrichtung des letzten Bewohners Fritz Schäff vom ausgeprägten Standesbewusstsein der Hammerherren. Die Dauerausstellung Vom Erz zum Eisen im ehemaligen Sägewerk zeigt vom nachgebauten Bergwerksstollen über Modelle eines Kohlenmeilers und eines Rennofens bis hin zu Kettenhemden, Ritterrüstungen oder modernen Kunstwerken die Vielfalt des Themas Eisen.
Im Haus Fränkischer Geschichte auf der Burg Abenberg hält die Dauerausstellung „Eine Zeitreise durch Franken“ das Leben auf einer mittelalterlichen Burg lebendig und informiert über historische Ereignisse der Region. Das Abenberger Klöppelmuseum, das ebenfalls auf der Burg Abenberg untergebracht ist, hält die jahrhundertealte Tradition des Klöppelns im Gedächtnis.
Das Fabrikmuseum in Roth, das die Herstellung Leonischer Waren zum Thema hat, wurde 2003 mit dem Bayerischen Museumspreis ausgezeichnet. In Georgensgmünd zeugt das Jüdische Museum, die Synagoge und der Jüdische Friedhof davon, dass ab Mitte des 16. Jahrhunderts bis 1938 ein Großteil der Georgsgmünder Bevölkerung jüdisch war.

### Kulturdenkmäler

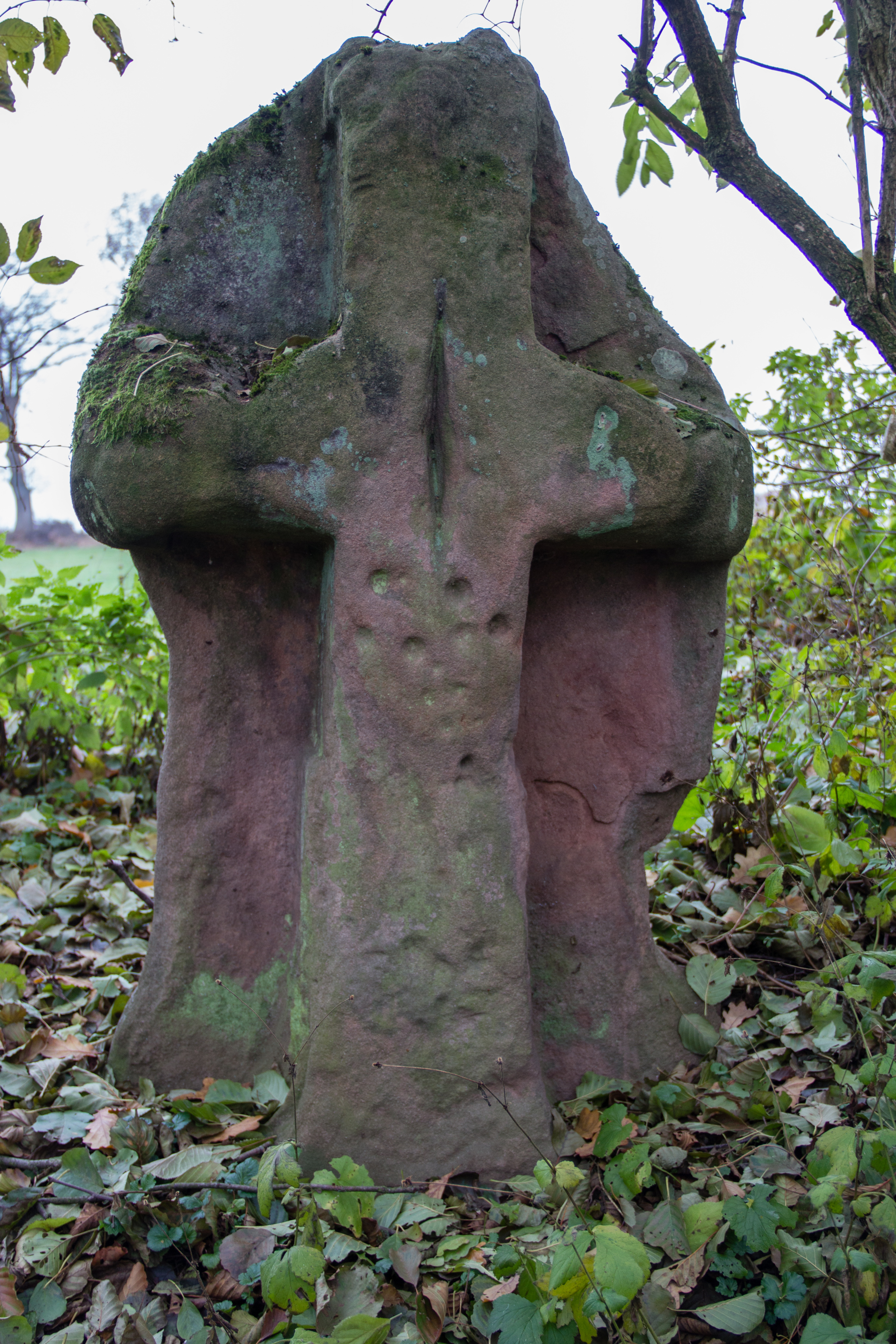
Steinkreuz bei Mindorf (2012)

Im Landkreis befinden sich zahlreiche Steinkreuze die zum größten Teil auch als Baudenkmal ausgewiesen sind.

## Schutzgebiete
Im Landkreis Roth befinden sich neun Naturschutzgebiete, drei Landschaftsschutzgebiete, drei geschützte Landschaftsbestandteile, 75 Naturdenkmäler, 3 flächenhafte Naturdenkmäler, zwölf Geotope, fünf FFH-Gebiete und ein Naturpark (Stand März 2016).
Siehe auch:
- Liste der Naturschutzgebiete im Landkreis Roth
- Liste der Landschaftsschutzgebiete im Landkreis Roth
- Liste der geschützten Landschaftsbestandteile im Landkreis Roth
- Liste der Geotope im Landkreis Roth
- Liste der FFH-Gebiete im Landkreis Roth

### Naturschutzgebiete
- Bach und Schluchtwald bei Untermässing
- Kuhbachtal bei Hausen
- Nordwestufer der Rothsee-Hauptsperre, Rothsee
- Sägmühle, Brombachsee
- Schwarzachschlucht bei Schwarzenbruck
- Stauwurzel des Rothsees, Rothsee
- Thalachwiesen bei Thalmässing
- Vogelfreistätte Schwarzachwiesen bei Freystadt
- Vogelfreistätte Kauerlacher Weiher bei Karm